# Corona (film)
Corona, conosciuto anche come Corona: Fear Is a Virus è un film del 2020 diretto da Mostafa Keshvari. 
Film drammatico canadese sceneggiato dal regista Keshvari che tratta della xenofobia e razzismo legati alla pandemia di COVID-19.

## Trama
Un gruppo di persone sconosciute le une dalle altre è costretto a passare la quarantena (dovuta alla pandemia di COVID-19) rinchiuso in un ascensore.

## Distribuzione
Il film è uscito negli USA l'8 agosto 2020.